# Стратегія XXI
Центр глобалістики «Стратегія ХХІ» (англ. The Centre for Global Studies Strategy XXI) — українська неурядова аналітична організація. Think Tank заснований 10 березня 2009 року.

## Діяльність
Центр глобалістики «Стратегія ХХІ» проводить дослідницьку діяльність з глобальних проблем світової енергетики, енергетичної політики та міжнародної безпеки, питань розвитку енергетичних взаємин між країнами Каспійсько-Чорноморо-Балтійського простору, Центральної Азії і Європейського Союзу.
«Стратегія ХХІ» також здійснює розробку науково обґрунтованих аналітичних матеріалів та методичних рекомендацій для органів державної влади, недержавних та інших зацікавлених інституцій з питань енергетичної політики та міжнародної безпеки, ролі та потенціалу України як транзитної країни, відносин України з іншими регіональними державами, міжнародними організаціями, а також країнами, що проявляють зацікавленість в спільних з Україною енергетичних, комунікаційних та стратегічних проектах; виконання незалежних експертиз енергетичних, комунікаційних та інших проектів видобутку енергоресурсів.
Центр надає інформаційну, технічну та фінансову підтримку фахівцям та дослідникам за відповідними напрямками діяльності.
«Стратегія ХХІ» об'єднує експертів з України, країн Європейського Союзу, держав Чорноморсько-каспійського регіону.
Друкований орган «Стратегії ХХІ» — журнал «Чорноморська безпека» (свідоцтво про реєстрацію в Міністерстві юстиції України КВ № 23053-12893ПР від 11.12.2017 р).

## Партнери
- Центр Разумкова
- Центр досліджень армії, конверсії та роззброєння
- Міжнародний центр перспективних досліджень
- Київський міжнародний енергетичний клуб «Q-club»
- Інститут вивчення енергетичних ринків та енергетичної політики (EPPEN), Туреччина